# Ulica Lipska w Zamościu
Ulica Lipska – jedna z głównych ulic Zamościa, która jest na całej długości jednojezdniowa. Przebiega nią DW849.

## Historia
Ulica ta powstała z końcem XVI wieku na usypanej grobli żdanowskiej. Od tego czasu była drogą wylotową, a jej przebieg sprawiał, iż łączyła podmiejskie miejscowości Skokówkę i Żdanów z Zamościem.

### Nazwa
Ulica ta otrzymała nazwę z końcem lat 20. XX wieku i obowiązuje do dziś. Jedynie od 1991 roku jej krótki odcinek na północ od ronda do skrzyżowania z ulicami Partyzantów i Odrodzenia (wówczas jeszcze nie połączony z tymi ulicami) został zmieniony pod obecną nazwę ul. Orląt Lwowskich.

## Obecnie
Obecnie jest to ulica, która ciągnie się głównie przy niezabudowanych terenach, zwłaszcza na południe od mostu na Łabuńce w kierunku granicy miasta - do tego miejsca po obu stronach ulicy skupia się jednorodzinna zabudowa mieszkalna, w niewielkim stopniu także bliżej samej granicy. Ze względu na jej położenie między płynącą (po zachodniej stronie), niemal na całej długości równolegle, rzeką Topornicą, a terenami niezabudowanymi (głównie łąki i ogrody działkowe, zwłaszcza po wschodniej stronie) jest tu niewiele ważniejszych obiektów usługowych i publicznych, poza sklepami Biedronka, PSS Społem, zajazdem „Orzeł” oraz punktami motoryzacyjnymi. Od wspomnianego mostu po granicę miasta dostępny jest chodnik ze ścieżką rowerową.